# Amby (ancienne commune)
Pour les articles homonymes, voir Amby.
Amby, en limbourgeois Amie, est une ancienne commune néerlandaise qui fut scindée, en 1970, vers les communes de Maastricht et Meerssen.

## Toponymie
Le nom d'« Amby » viendrait du mot celte « ambiacum » qui viendrait lui-même du nom propre « Ambios ».

## Histoire
Dès 1000 av. J.-C., des habitations se trouvaient à l'emplacement actuel du quartier. Depuis lors, la zone est restée habitée plus ou moins continuellement. Les Éburons semblaient occuper la région. En 1918, de grands carreaux romains et des tessons de poterie ont été trouvés. Au début de notre ère, une maison de campagne romaine s'y trouvait.
La chapelle Sainte-Walburge, précédent l’actuelle église paroissiale d'Amby, figure sur la liste des biens du doyenné de Meerssen en 1145. La première mention écrite d'Amby, sous le nom d'« Ambeia », date de 1157. En 1609, Amby devint une paroisse indépendante.
Aux XVIe, XVIIe et XVIIIe siècles, Amby était proche des fortifications de la ville de Maastricht, alors régulièrement assiégées. En 1632, lors du siège de Maastricht par Frédéric-Henri, près de 12 000 fantassins et 4 000 cavaliers menés par le comte de Pappenheim campèrent près d'Amby. Le 17 août, une importante bataille s'y déroula et le comte, ses officiers, et 1 500 furent forcés de se retirer. Selon les historiens, la victoire des troupes néerlandaises était en grande partie due aux efforts de Frédéric-Henri lui-même, qui s'est personnellement rendu à Amby après que les l'aient réclamées. L'église d'Amby a joué un rôle important comme tour de guet.
Le 1er juillet 1970, Amby fut scindée entre la ville de Maastricht, dont elle devint un nouveau quartier, et Meerssen.

## Administration
| Mandat      | Nom du bourgmestre            | Parti politique | Précisions                            |
| ----------- | ----------------------------- | --------------- | ------------------------------------- |
| 1825        | F.C.M. Pichot                 |                 | Il était déjà shérif depuis 1820.     |
| 1825 - 1843 | J. Hennus                     |                 |                                       |
| 1843 - 1846 | A. Schoenmakers               |                 |                                       |
| 1846 - 1877 | K.C.J.M.A. Cramer van Brienen |                 | aussi maire de Bemelen de (1865-1876) |
| 1877 - 1917 | A.H. Hennus                   |                 |                                       |
| 1917 - 1943 | M.J.H.M. Hermens              |                 | aussi maire de Bemelen                |
| 1943 - 1944 | J.V.P. Kamm                   | NSB             | aussi maire de Heer                   |
| 1944 - 1945 | M.J.H.M. Hermens              |                 |                                       |
| 1945 - 1946 | J. Dassen                     |                 |                                       |
| 1946 - 1970 | G.H.A. Spauwen                |                 | aussi maire de Bemelen                |

## Démographie
| 1830 | 1840 | 1849 | 1859 | 1869 | 1879 | 1889  |
| ---- | ---- | ---- | ---- | ---- | ---- | ----- |
| 644  | 660  | 749  | 694  | 831  | 950  | 1 001 |

| 1899  | 1909  | 1920  | 1930  | 1947  | 1956  | 1960  |
| ----- | ----- | ----- | ----- | ----- | ----- | ----- |
| 1 138 | 1 442 | 1 699 | 2 135 | 2 642 | 2 867 | 2 975 |

## Culture et patrimoine

### Personnes liées à Amby
- L'écrivain et poète Robert Franquinet (1915-1979) est né à Amby.
- La danseuse de ballet et chorégraphe Jan Linkens (1958) y a grandi.
- Le sergent Johannes Lambertus Scriwanek a vécu à Amby.